# Little Anthony & The Imperials
Little Anthony & The Imperials är en amerikansk rhythm and blues/soul/doo wop-grupp från New York som bildades under slutet av 1950-talet. Deras sångare Jerome Anthony "Little Anthony" Gourdine utmärktes av sin ljusa falsettröst. 2009 valdes gruppen in i Rock and Roll Hall of Fame.

## Medlemmar
Nuvarande medlemmar
- Jerome Anthony "Little Anthony" Gourdine (1957–1961, 1963–1975, 1992–idag)
- Ernest Wright (1957–1971, 1992–idag)
- Robert Le Blanc (2010–idag)

Tidigare medlemmar
- Clarence "Wahoo" Collins (1957–1988, 1992–2012)
- Samuel "Sammy" Strain (1961–1972, 1992–2004)
- Glouster "Nate" Rogers (1957)
- Tracey Lord (1957–1961)
- Bobby Wade (1971–1992)
- Harold "Hawk" Jenkins (1971–1992, 2004–2010)
- Kenny Seymour (1961–1963, 1971–1972)
- George Kerr (1961)
- Sherman James (1988–1992)
- Ron Stevensen (1992)
- Nathaniel Rodgers (1957–1961)

## Diskografi
Album
- We Are The Imperials, featuring Little Anthony (1959)
- Shades of the 40's (1960)
- I'm On The Outside Looking In (1964)
- Goin' Out Of My Head (1965)
- The Best Of Little Anthony & The Imperials (1965)
- Payin' Our Dues (1966)
- Reflections (1967)
- Movie Grabbers (1967)
- The Best of Anthony & The Imperials, Volume 2 (1968)
- Out Of Sight, Out Of Mind (1969)
- On A New Street (1973)
- Hold On (1975)

Singlar (topp 10 på Billboard Hot 100 (US) / Billboard Hot R&B Songs)
- Tears on My Pillow / Two People In the World (1958) (US #4, US R&B #2)
- So Much / Oh Yeah (1958) (US R&B #2)
- I'm on the Outside (Looking In) / Please Go (1964) (US R&B #8)
- Goin' Out Of My Head / Make It Easy On Yourself (1964) (US #6, US R&B #6)
- Hurt So Bad / Reputation (1965) (US #10, US R&B #3)